# ダンテス・ダイジ
ダンテス・ダイジ（1950年2月13日 - 1987年12月11日）は東京都出身のタントラ・ヨーガ・グル、坐禅老師。本名は雨宮 第二。旧姓、大塩。別名、雨宮第慈。如意第慈とも名乗った。本記事ではダイジと記述する。 

## 生涯
小学校の頃から坐禅冥想を始める。同時に自殺願望を持ち、ガス自殺未遂を2、3度繰り返したという。高校時代、老子と正法眼蔵の研究家として知られる伊福部隆彦に師事し、伊福部が主宰していた「人生道場」に入門する。ダイジは只管打坐に没頭し、学校生活にも適応できず中退した。その後も無気力な生活を送っていたが、1967年（昭和42年）6月26日、古代ローマ時代にあった初期キリスト教徒の殉教を描いた映画をテレビで観た際、殉教者が「それでも、私は神を愛する」と語ったことに衝撃を受け、神に目覚める。1968年（昭和43年）、伊福部の『無為隆彦詩集』を読んだ後、只管打坐によって身心脱落、大悟徹底した。のち駒澤大学仏教学部に進み横井覚道に師事する。
駒澤大学中退後、各地の曹洞宗や臨済宗の禅寺を遍歴した。沖縄県首里では、臨済宗の万松院（ばんしょういん）の老師木村虎山のもとで隻手の公案により見性を許される。また大本や生長の家でも修業し、古神道の大要を体得した。1977年（昭和52年）、帰京。その後、インドでババジ直系のクンダリニー・ヨーガを通じて究極の解脱に達した。東京で弟子達や学生に講話をおこない、あるいは少人数の弟子に冥想を指導する。同時に、いくつかの著作を残した（後述）。
1987年12月に東京都福生市の自宅にて、絶食状態で座禅を続けた結果、遷化。享年37歳。
晩年は日頃、『現代人を救うには純粋冥想しかないが、現代人の生き方にはそのための前提であるところの、「疑団」に至る真摯な生き方に欠けている。』と述べており、道の継承について絶望していたものと思われる。

## 思想
冥想に普遍性がないことを踏まえ、個々に合致する冥想を指導した。自分に合ったやり方で、無明を越えること。私という根本原因を解明し、その正体を見破り、神に目覚めることを薦める。
「諸行無常、諸法無我、涅槃寂静」と「諸悪莫作、衆善奉行」を絶対の真理とし、悟りを開いても因果を晦ますことはできないとする。
自身の『メシアン・タブレット』に相当するものとして、
道元の『正法眼蔵』と『普勧坐禅儀』、
釈迦の大安般守意経、
バグワン・シュリ・ラジニーシの諸著作、
百丈禅師の『坐禅儀』、
呂祖師（道教）の『太乙金華宗旨』、
天台大師による『天台小止観』、
J・クリシュナムーティーの諸著作、
クリシュナによる『バガヴァッド・ギーター
老子と『老子道徳経』を挙げる。
また読書（鑑賞）することが冥想修業になるものとして、クリシュナムーティーの諸著作、伊福部隆彦の『無為隆彦詩集』、雪舟の水墨画、ベートーヴェンの晩年の曲、松尾芭蕉の俳句などを挙げる。
宗教家として評価していたのは、伊福部隆彦（最初の師匠）、出口王仁三郎、谷口雅春、植芝盛平（合気道）、浅原才市（妙好人）、村田静照（浄土真宗）、久松真一（哲学者）、玉城康四郎（仏教学者）、岡潔（数学者）、佐保田鶴治（宗教学者）、本山博（宗教学者）、黒住宗忠（黒住教）。J・クリシュナムーティー、バグワン・シュリ・ラジニーシ（和尚）、ラーマクリシュナ、ヴィヴェーカーナンダ、カルロス・カスタネダ。
道元、親鸞。
臨済義玄（臨済録）や普化。イエス・キリスト。維摩経や金剛般若経を推薦したこともある。
芸術家や学者として評価する人物は、ヘルマン・ヘッセ、レイ・ブラッドベリ、リチャード・バック。ゲーテ、フョードル・ドストエフスキー、谷崎潤一郎、川端康成。坂本繁二郎。トインビー（歴史学者）、アインシュタイン（物理学）、ハイデガー（哲学者）、西田幾多郎（哲学者）。ベートーヴェン、ブルックナー、ワーグナー、バッハ、モーツァルト。他に指揮者のフルトヴェングラーは見性していたとする（弟子の津田泰孝に語った）。
ジョージ秋山の漫画『浮浪雲』にでてくる主人公を気に入っていたという。

## 影響
『ニルヴァーナのプロセスとテクニック』などの冥想行法書に記された秘伝クンダリニー・ヨーガの行法などは、オウム真理教の一連のヨガ教義と洗脳の橋渡しのタネ本になったと苫米地英人が雑誌『実話ナックルズ』で解説している。苫米地英人は、オウム信者への催眠誘導から麻原彰晃の本棚に『ニルヴァーナのプロセスとテクニック』があったと推測し、そこに記載されている行法から悪影響があったと推測した。そもそもダイジは『ニルヴァーナのプロセスとテクニック』の冒頭で「独修は危険である」と警告しており、麻原とオウム暴走の一因となった可能性は低いという見方もある。
ダイジの弟子だった渡辺郁夫によれば、本来は『十三番目の冥想』を読んでダイジの精神に関心を寄せた者が、本格的な行をおこなうにあたって『ニルヴァーナのプロセスとテクニック』の冥想行を実修するのが望ましい、とする。また、ダイジはヨーガの修業ならパイロット・ババに師事すること、知的学習では佐保田鶴治か本山博の著作を推薦していたという。

## 著作
生前に出版されたのは、逝去の前年に森北出版から刊行された『ニルヴァーナのプロセスとテクニック』のみである。リチャード・バック著（村上龍訳、集英社発行）『イリュージョン 退屈してる救世主の冒険』をダイジが解説した講話と『原典救世主入門』をあわせて『十三番目の冥想』を、さらに続きの講話集を『随時説法』の題名で出版準備に入っていたが、生前は出版されなかった。後日、弟子の渡辺が自費出版した。
- 『超宗派的冥想』（私家版 1976年）
- 『メディテーション・トラベル・ガイド』（私家版 1978年）
- 『ニルヴァーナのプロセスとテクニック』（森北出版 1986年）
- 『アメジスト・タブレット・プロローグ』（森北出版 1989年） - 遺稿集
- 『絶対無の戯れ』（森北出版 1990年） - 遺稿詩集
- 『雨宮第慈講話録1 十三番目の冥想』（渡辺郁夫編 SCL 1993年、新装版 2004年）ISBN　4-978-4-902268-00-3　C0014
- 『雨宮第慈講話録2 君がどうかい?』（渡辺郁夫編 SCL 2002年）ISBN　978-4-902268-01-0　C0014
- 『雨宮第慈講話録3 最高に生きたい』（渡辺郁夫編 SCL 2003年）ISBN　978-4-902268-02-7　C0014
- 『雨宮第慈講話録4 素直になる』（渡辺郁夫編 SCL 2004年）ISBN　978-4-902268-04-1　C0014